# Daniel Bell (hockey sur gazon)
Pour les articles homonymes, voir Daniel Bell.
Daniel Bell né le 28 septembre 1994 à Johannesbourg, est un joueur de hockey sur gazon sud-africain. Il évolue au poste de défenseur au Royal Daring Hockey Club, en Belgique et avec l'équipe nationale sud-africaine.
Il a participé aux Jeux olympiques d'été de 2020.

## Carrière

### Coupe d'Afrique
- : 2017, 2022

### Jeux olympiques
- Premier tour : 2020

### Jeux du Commonwealth
- Premier tour : 2022